# Küstenfunkstelle Sahlenburg
Die Küstenfunkstelle Sahlenburg war eine Einrichtung von Elbe-Weser Radio im Cuxhavener Ortsteil Sahlenburg für den maritimen Funkverkehr im Grenz- und Kurzwellenbereich.

## Antennen
Die Küstenfunkstelle verwendete ursprünglich als Sendeantenne eine Dreieckflächenantenne, welche an drei 1929 errichteten 40 Meter hohen, fischbauchförmigen, abgespannten Masten aus Pechkiefernholz befestigt war.
Im September 1937 wurden diese Masten durch drei freistehende, 50 Meter hohe Türme aus märkischem Kiefernholz mit dreieckigem Querschnitt ersetzt, die ebenfalls eine Dreieckflächenantenne trugen.
1967 wurden zwei dieser Türme wegen Altersschwäche abgebrochen und der verbliebene Turm mit einer Langdrahtantenne versehen. 1970 wurde auch dieser Turm abgebaut, nachdem zwei 67 Meter hohe, gegen Erde isolierte selbststrahlende Sendemasten in Stahlfachwerkbauweise mit quadratischem Querschnitt errichtet wurden.
Seit der Betriebseinstellung der Küstenfunkstelle dienen die Masten als Träger für Mobilfunkantennen.

## Quelle
- Neue Cuxhavener Zeitung vom 16. September 1970